# ترس باراس
ترس باراس (به پرتغالی: Três Barras) یک شهرستان برزیل در برزیل است که در سانتا کاتارینا واقع شده‌است.